# توماس دبلیو. هاردویک
توماس دبلیو. هاردویک (به انگلیسی: Thomas W. Hardwick) سناتور سابق عضو حزب دموکرات ایالات متحده آمریکا بود. وی در سال ۱۹۱۴ تا ۱۹۱۹ میلادی سناتور ایالت جورجیا در سنای ایالات متحده آمریکا بود.